# پوپوویتسه (ناحیه اوهرسکه هرادیشتی)
پوپوویتسه (به چکی: Popovice) یک منطقهٔ مسکونی در جمهوری چک است که در ناحیه اوهرسکه هرادیشتی واقع شده‌است. پوپوویتسه ۸٫۵۹ کیلومتر مربع مساحت و ۱٬۰۹۷ نفر جمعیت دارد و ۲۶۳ متر بالاتر از سطح دریا واقع شده‌است.